# センチメンタル・ジャーニー (松本伊代の曲)
「センチメンタル・ジャーニー」は、1981年10月21日に発売された松本伊代のデビュー・シングル。

## 解説
本楽曲は、ロッテ「ガーナチョコレート」のCMソングに起用された。デビュー曲ながら、売り上げは自身最大のヒット作品（34.3万枚）となり、代表曲となった。さらに、この曲で翌1982年の第24回日本レコード大賞新人賞を受賞した。
この曲の歌詞には「伊代はまだ16だから」とある。NHK総合テレビジョンの『レッツゴーヤング』に出演した時には『伊代は』を『わたし』に変更して歌った。これは、1981年（昭和56年）に松本が歌詞通り本当に16歳であり、当時の日本放送協会（NHK）の放送基準に照らして「個人の宣伝になる」と判断されたためである。
1992年3月には松本伊代の実姉が「松本伊代姉」名義でパロディソング「センチメンタルじゃねェ!!」を出している。「伊代はまだ16だから」の歌詞は「伊代姉はもう…（牛の鳴き声）…だから」に改変されており、CD「幸福の雅楽」（見良津健雄&おたっしゃCLUB / 徳間ジャパン）に収録されている。
2010年に、アサヒ飲料十六茶のCM内で新垣結衣が、「伊代はまだ16だから」の部分を「結衣は朝、十六茶から」にした替え歌を歌うものが放映されている。またテレビ朝日系『シルシルミシル』2010年3月3日放映回において、このCMを松本伊代が逆パロディにしている。
2015年12月2日に、「センチメンタル・ジャーニー まだ50歳ver.」が音楽配信でリリースされた。メロディーはそのままで、歌詞を50歳になった松本に合わせた内容にアレンジされ、「伊代はまだ16だから」の歌詞は、「伊代はまだ50だから」となった。50歳でも「16だから」と歌う感想を問われた際には「心の中でゴメンなさいと思っている」と述べている。なお「まだ50歳ver.」は、フェイスマスク「ルルルンプレシャス」のCMソングに起用された。さらに2016年11月にY!mobileのCMでは「フクロのナカ・ナーニー」とタイトルを変え、歌詞も替えて松本に歌われている。

## 収録曲
- 両楽曲共に、作詞：湯川れい子／作曲：筒美京平

1. センチメンタル・ジャーニー [3:06]
編曲：鷺巣詩郎
2. マイ・ブラザー [3:12]
編曲：筒美京平

## カバー

### 前島亜美 from SUPER☆GiRLS盤
2013年12月4日に、SUPER☆GiRLS（前島亜美 from SUPER☆GiRLS名義）の8枚目のシングルとしてiDOL Streetから発売された。

#### 概要
- 前島は初のソロ曲。グループ内では溝手るかに続き2人目。
- 前島は発売時16歳で、原曲の「伊代はまだ16だから」の部分が「亜美はまだ16だから」となっている[13]。またキーが松本バージョンより高い。
- 初回限定盤には、「センチメンタルジャーニー」のPVとメイキングが収録されたDVD付き。
- 今回のソロ曲に関して前島は、初めてのカヴァー曲、さらには誰もが知っている名曲ということで、プレッシャーを感じていたと語っている[13]。また松本の歌っている音や映像を何度も見聴きし、松本の世界観は壊さずに、その中に自分らしさや現代のアイドルの要素も取り入れて表現することを心掛けたとも語っている[13]。
- c/w「Survival」は全員歌唱のオリジナル曲となっている。

#### 収録曲
1. センチメンタル・ジャーニー
作詞：湯川れい子、作曲：筒美京平、編曲：BLUE☆BiRDS
2. Survival
作詞：森月キャス、作曲：大西克巳、編曲：THE ROG
3. センチメンタル・ジャーニー（Instrumental） 
ジャケットBにのみ収録。
4. Survival（Instrumental） 
ジャケットBにのみ収録。
5. 前島亜美のセンチメンタル キラキララジオ♥
ジャケットCにのみ収録。

#### 収録アルバム
- 超絶少女☆BEST 2010〜2014 (#1)

#### タイアップ
- TBS『エン活!』2013年12月度オープニングテーマ (#1)[14]
- 千葉テレビ『ナイツのHIT商品会議室』2013年12月度Monthly Recommend (#1)[14]
- TBS『ツボ娘』2013年12月度エンディングテーマ（12月4日放送回） (#1)[14]
- CBC・TBS系ドラマ『超絶☆絶叫ランド』主題歌 (#2)[14]

### その他のカバー
- やついいちろう 2012年
- 長澤えりな 2015年
- 民謡ガールズ 2018年